# Sarmàcia europea
La Sarmàcia europea (en grec antic Σαρμάτια), segons Claudi Ptolemeu, era un país que s'estenia entre el Vístula (a l'oest), la mar Bàltica (al nord); el país dels iazigs i Dàcia (al sud) i Crimea i el Don (a l'est). Incloïa pobles com els alans, els finesos (finni), eslaus ? (slavani), bastarnes, peucins, wends, iazigs (iazyges metanastae), i els pobles menors con els roxolans (roxolani) i els hamaxobis (hamaxobii).
La llista de pobles, la dona de nord a sud de la manera següent: 
- Venedi (wends)
- Gythones, al sud dels anteriors (actual Lituània)
- Fenni  (Prússia oriental)
- Bulanes (Sulones?)
- Phrugundiones
- Avareni (naixement del Vístula, a Galítzia)
- Ombrones
- Anarto-phracti
- Burgiones
- Arsiaetae
- Saboki
- Piengitae
- Bessi (als Carpats)

Després torna a pujar al nord per tornar a descriure els pobles de nord a sud en una segona columna:
- Venedi
- Galindae
- Sudeni
- Stavani
- Igylliones (Belarús)
- Costoboci (Podòlia).
- Transmontani o dacis

Per tercera vegada, torna a començar la llista però ara de sud a nord:
- Kareotae (Nóvgorod)
- Carbones
- Osii (Ossii) (a l'illa Oesel?)
- Veltae (Οὔελται)
- Sali
- Agathyrsi
- Aorsi
- Pagyritae
- Savari
- Borusci
- Akibi
- Naski
- Vibiones
- Idrae
- Alauni
- Sturni
- Hamaxobii
- Karyones
- Sargatii
- Ophlones
- Tanaitae (Tanais = Don)
- Osuli  (Kherson)
- Roxolani
- Rhakalani
- Exobugitae.
- Peucini
- Basternae
- Carpiani (Carpats)
- Gevini
- Budini
- Chuni
- Amadoci
- Navari
- Tauroscythae
- Tyrangetae
- Amadoci